# Pietra Alta
Pietra Alta, anche nota come Pietralta (Pràuta in piemontese), è un quartiere della Circoscrizione 6 di Torino, situato nella periferia nord della città.
Si tratta di un piccolo borgo dell'Oltrestura torinese, sorto in prossimità di importanti arterie stradali che raccolgono il traffico diretto all'interno e all'esterno di Torino. Sebbene spesso ricordata, se non del tutto confusa, con i vicini quartieri di Falchera e Rebaudengo (talvolta addirittura con Barriera di Milano), Pietra Alta è una zona sostanzialmente a sé stante rispetto ai borghi limitrofi, cresciuta così com'è in un territorio fortemente circoscritto, e sviluppatasi in modo indipendente dal contesto urbano circostante.
È delimitata:
- a nord e a ovest, dalla Ferrovia Torino-Milano (confine con Falchera)
- a est dalla Autostrada A4 e da Corso Giulio Cesare
- a sud dalla Stura di Lanzo

## Origine del nome
Il toponimo Pietra Alta affonda le sue radici nella seconda metà del XVIII secolo, quando al bivio fra la strada di Chivasso (attuale corso Vercelli) e la strada di Leinì (attuale via Cuorgnè col suo proseguimento strada provinciale di Cuorgnè) venne eretto un cippo in pietra di forma piramidale, anche noto come la Piramide.
(Giovanni Lorenzo Amedeo Grossi, Guida alle cascine, e vigne del territorio di Torino e' suoi contorni, Torino, 1790, p. 121 e 152)
Come ricorda il Grossi, si trattava di una pietra miliare o cippo chilometrico che segnalava una distanza di due miglia da Torino, seguendo un uso antico che risale ai principi di urbanistica romana. Nel corso del tempo, il valore simbolico del manufatto dovette promuovere l'utilizzo del nome Pietra Alta quale toponimo locale, in una zona che sin dal tardo Settecento si connotava principalmente come terra di transito e punto di snodo per chi entrasse o uscisse da Torino.

## Storia

### Età moderna
In età moderna, prima della nascita di una vera e propria borgata, il territorio di Pietra Alta offriva un paesaggio in parte rurale e in parte selvatico, con abbondanza di boschi a ridosso dello Stura e una significativa presenza di terreni agricoli attorno alle strade di Leinì e Chivasso (anche note nel loro insieme come strada di Agliè e Chivasso). Le mappe a cavallo fra il XVIII e il XIX secolo mostrano chiaramente la morfologia della zona, che già allora rappresentava un crocevia nell'area nord di Torino.
Dal punto di vista stradale, in effetti, quest'area era intersecata da due strade provinciali, le suddette strade di Leinì e Chivasso, che nel loro insieme fornivano una via di accesso primaria a chi entrasse in città da settentrione (in particolar modo dal Canavese e dalla provincia nord-est di Torino): si trattava, in realtà, non soltanto di due rotte provinciali ma in un certo senso di una primitiva strada statale, che collegava Torino con la Lombardia. Di uso locale, invece, era la strada vicinale delle Cascinette (l'odierna via Cavagnolo nel tratto di Pietralta), che collegava la zona alla borgata delle Cascinette e, più alla distanza, all'antica Abbadia di Stura, un istituto religioso fondato nel Medioevo alle porte di Torino, verso il confine con Settimo Torinese. Al di là delle strade, inoltre, un ruolo fondamentale era svolto dal Porto di Leinì (o Porto dell'Abbadia), un porto fluviale posto sullo Stura lungo la strada di Chivasso, vicino al bivio con la strada di Leinì: in assenza di ponti, il porto di Leinì era l'unico mezzo che permettesse di attraversare il fiume in questo tratto di Torino, grazie alle barche e ai traghetti di servizio che trasportavano i viandanti da una sponda all'altra.
A proposito dello Stura, una breve parentesi merita di essere aperta al riguardo. Per molti secoli il transito del torrente era garantito da una rete portuale, che si estendeva da ovest a est nel suo percorso torinese, sino alla confluenza con il Po. L'alveo dello Stura, infatti, era soggetto a forte divagazione e, di conseguenza, non era possibile erigere ponti al di sopra di esso, correndo il rischio che, con lo spostamento del corso fluviale e l'erosione del terreno, una struttura fissa quale un ponte si rendesse inutile, se non addirittura pericolante, nel lungo periodo. Nell'area di Pietra Alta, inoltre, va anche detto che lo Stura non seguiva esattamente il suo corso odierno, in quanto il fiume scorreva un po' più a nord (in prossimità del bivio fra la strada di Chivasso e quella di Leinì) e attraversava il territorio in senso obliquo, privandolo di una porzione del suo attuale perimetro.
Per quanto riguarda l'abitato, a inizio Ottocento Pietralta contava un piccolo numero di cascine, nella fattispecie le cascine Sant'Antonio (anche nota col nome Sartoris) e la Splua (altrimenti detta Bernardi). In quell'epoca, tuttavia, la comunità locale era strettamente connessa con l'abitato più a nord (la futura borgata di Falchera) poiché, prima dell'insediamento della ferrovia, non vi era alcuna divisione fra questi due luoghi. L'affinità fra queste terre trovava conferma nella realtà amministrativa e comunitaria dell'Oltrestura torinese, che a quei tempi offriva uno scenario molto più omogeneo e coeso rispetto a quello attuale: compresa per intero nel Contado di Villaretto e Cascinette, l'area sottostava alla Parrocchia dell'Abbadia di Stura al punto che il nome dell'Abbadia divenne un toponimo generico per le terre a nord del fiume.

### Dagli sviluppi ottocenteschi alla seconda guerra mondiale
Nel corso dell'Ottocento, in una fase di forti cambiamenti nell'urbanistica torinese, Pietra Alta conobbe una lenta e graduale evoluzione, realizzata pienamente solo nel secolo successivo. Si trattò in breve di uno sviluppo tanto territoriale quanto sociale, che portò alla formazione di una prima borgata rurale e al consolidarsi di una più ampia rete viaria e di trasporti.
Il territorio, innanzitutto, andò incontro a una netta definizione dei suoi confini, per via da un lato della rettifica dello Stura, il cui alveo fu spostato un po' più a sud rispetto a quello precedente, e dall'altro a causa della costruzione della ferrovia per Novara (l'attuale Torino-Milano), che delineò con precisione il confine nord-ovest della zona.
La rettifica del fiume, come prima conseguenza, permise di ridisegnare la strada di Chivasso, tanto a sud quanto a nord del nuovo alveo: nell'area di Pietralta la strada venne allungata parzialmente in direzione sud-ovest, nel tratto oggi compreso fra via Cuorgnè e il ponte sullo Stura, ponendo così i presupposti per la realizzazione di un ponte (in sostituzione del vecchio porto di Leinì) e regalando alla zona un nuovo spazio di insediamento. La ferrovia per Novara, dal canto suo, apportò un cambiamento radicale nel paesaggio dell'Oltrestura, incidendo profondamente sugli sviluppi del luogo: il rettilineo dei binari, di fatto, compromise la continuità del territorio, sia nel lato settentrionale (in direzione della futura Falchera) sia nel tratto ad ovest della ferrovia (verso le cosiddette Basse di Stura); la frammentazione di quest'area ebbe effetti non secondari sull'insediamento della zona e sul sistema viario locale e, in ultima analisi, pose le basi per la suddivisione in quartieri dell'Oltrestura, processo consolidatosi pienamente solo nel Novecento.
In questo scenario, il borgo di Pietra Alta cominciò a prendere forma a cavallo fra il XIX e il XX secolo quando alle cascine del posto si aggiunsero le prime case rurali, seguite da un piccolo numero di esercizi commerciali. L'abitato, in assenza di una più vasta pianificazione urbanistica, si sviluppò inizialmente in modo spontaneo e all'apparenza caotico, seguendo i tracciati delle vecchie strade: diversi edifici, alcuni dei quali ancora in piedi ai giorni nostri, furono costruiti lungo le attuali via Cuorgnè e corso Vercelli (in direzione del ponte sullo Stura), ovvero lungo le due vecchie provinciali della zona; a questi edifici se ne aggiunsero altri al di sotto di corso Vercelli, per l'esattezza in strada vicinale delle Cascinette (l'odierna via Cavagnolo) e in alcuni vicoli più interni.

#### La fabbrica SNIA Viscosa (1925)
Un caso singolare fu quello del villaggio SNIA, un caratteristico agglomerato di case operaie costruito negli anni venti del Novecento, poco più a est dello stradone di Leinì (lungo la strada di Vercelli): il complesso residenziale, raro esempio di villaggio operaio nell'intera città, ospitava i dipendenti e le maestranze di una delle prime sedi della fabbrica "SNIA Viscosa", un grosso impianto industriale situato poco più a est, verso la zona Abbadia di Stura, tra Strada Vicinale delle Cascinette e la Strada per Vercelli (per Settimo Torinese, ovvero l'attuale Corso Romania), utilizzata per la fabbricazione della seta artificiale, fondato dai torinesi Riccardo Gualino e Giovanni Agnelli, e con altre sedi già presenti oltre a questa. Contestualmente al villaggio, venne eretta la cappella di San Michele Arcangelo, che per lungo tempo costituì la sola chiesa della zona, e negli stessi anni fu inaugurata la stazione di Torino Stura, che trovò posto in questa sede proprio grazie alla sua vicinanza con la fabbrica SNIA Viscosa.
Sempre in quel periodo, fra gli anni venti e anni trenta, si attestarono a Pietralta delle importanti infrastrutture stradali e di trasporto, che, nel loro complesso, favorirono i collegamenti interni ed esterni della zona. Nel 1927, innanzitutto, fu costruito il ponte Ferdinando di Savoia, che, oltrepassando lo Stura sulla direttrice di corso Ponte Mosca (l'attuale corso Giulio Cesare), garantì un nuovo accesso da e verso Torino e permise di prolungare il corso sino all'estrema periferia nord della città, servendo così anche l'area della SNIA Viscosa. Sul proseguimento di questo corso, all'incrocio con lo stradale di Vercelli, venne realizzata nel 1932 la rampa di ingresso dell'autostrada per Milano, che di fatto consolidò ancor di più il ruolo di transito della zona, cancellando però la borgata Splua che sorgeva in questo punto. Pochi anni più tardi, nel 1934, venne eretto il cavalcavia di strada di Cuorgnè, che, scavalcando la ferrovia Torino-Milano, soppiantò definitivamente il passaggio a livello di strada di Leinì (via Cuorgnè ai giorni nostri), relegando questo tratto a un vicolo marginale nel sistema viario locale. Contestualmente al cavalcavia fu disegnato il tracciato di via Ivrea, punto di raccordo fra il ponte Ferdinando di Savoia e il nuovo asse di strada provinciale di Cuorgnè.

### Dal secondo dopoguerra ai giorni nostri
Nel secondo dopoguerra, terminata la sua espansione verso l'esterno, Pietralta conobbe un lento e graduale sviluppo del suo abitato, fondamentalmente diverso rispetto a quello della vicina Falchera (tanto nella forma quanto nei tempi di realizzazione). La zona, di fatto, crebbe in modo incostante fino agli inizi del XXI secolo, assumendo un carattere poco omogeneo nella sua architettura e nel suo impianto urbanistico: le cause di tutto ciò vanno cercate in diversi fattori, quali ad esempio le diverse fasi di crescita del borgo, la complessa pianificazione del territorio o ancora la mescolanza fra edilizia pubblica ed edilizia privata (più accentuata rispetto al caso di Falchera).
Procedendo con ordine, ad ogni modo, una prima fase di sviluppo si verificò fra gli anni cinquanta e sessanta del Novecento, quando alla vecchia borgata rurale si aggiunsero condomini e abitazioni suburbane, soprattutto sul fronte di corso Vercelli, via Ivrea e via Cavagnolo. Si trattava per lo più di costruzioni private, rappresentate in parte da piccole palazzine, talvolta solo bilivello, e in parte da stabili di medie o grandi dimensioni; non mancarono, però, anche le prime case popolari del quartiere, costruite dalla Gescal nell'isolato fra via Ivrea, via Cavagnolo e corso Vercelli.
Nei decenni successivi, fra gli anni settanta e ottanta, ulteriori sviluppi riguardarono soprattutto il versante est della zona, con la fabbricazione di caseggiati e scuole (sia primarie che secondarie) e la costruzione della nuova chiesa di San Michele Arcangelo. A proposito dei caseggiati, fu abbandonato il modello della piccola palazzina e i nuovi edifici vennero sviluppati maggiormente in altezza, come avvenne, per esempio, in corso Giulio Cesare, via Ivrea, via Ribordone e, in modo ancora più evidente, in via Stefano Tempia, nei pressi dell'ex piazzale del Dazio (laddove prima vi era la cascina Sant'Antonio): in questo punto vennero erette le torri Di Vittorio, due coppie di grattacieli ad uso residenziale che segnarono profondamente il panorama di Pietra Alta.

#### Il declino della SNIA Viscosa (1954-1961)
Lo stabilimento SNIA Viscosa, cessata la sua attività nel 1954, fu quindi totalmente dismesso nel 1961 e ceduto alla fabbrica di pneumatici Michelin, che ne fece uso soltanto fino ai primi anni ottanta.
 Dell'antico impianto degli anni trenta rimane oggi, verso Corso Romania, soltanto la curiosa Torretta dell'acqua, una torretta di circa 40 metri, eretta per conservare l'acqua per gli operai, in una graziosa imitazione di stile gotico valenzano, a sezione ottagonale. Una parte dei fabbricati poi, fu restaurata e riadibita a centro commerciale, ospitando dal 1989 il primo ipermercato Auchan di Italia e, dal 2016, anche una sede di Leroy Merlin.

L'insediamento di nuovi centri per la grande distribuzione commerciale ebbe importanti ricadute sul piccolo commercio locale, tenendo presente che, sin da allora, la zona era priva di un mercato rionale e gli esercizi commerciali si limitavano tradizionalmente alle vetrine su strada, soprattutto lungo via Ivrea, via Cavagnolo e corso Vercelli.

#### XXI secolo
Agli inizi degli anni duemila, gli sviluppi del quartiere toccarono soprattutto il lato ad ovest di via Ivrea, con l'insediamento di imponenti complessi residenziali in via Angelo Tasca (anch'essi della cooperativa Giuseppe Di Vittorio) e la sistemazione a parco delle sponde dello Stura (il cosiddetto parco Stura nord o parco di Pietra Alta): nei pressi del parco fu ricostruito il centro sportivo del River Mosso, polisportiva locale di lunga tradizione nel quartiere.
La riqualificazione del borgo negli stessi anni interessò anche corso Vercelli, con nuove aree gioco e spazi verdi (presso il bivio di strada di Cuorgnè) e il rinnovamento del piazzale di fronte alla chiesa. A nord del corso il potenziamento della ferrovia, in stretta relazione con i lavori del passante di Torino, portò al totale rifacimento della stazione Stura e alla riorganizzazione parziale dell'area circostante, ancora in fase di completamento ai giorni nostri.

## Monumenti e luoghi d'interesse

### Case SNIA

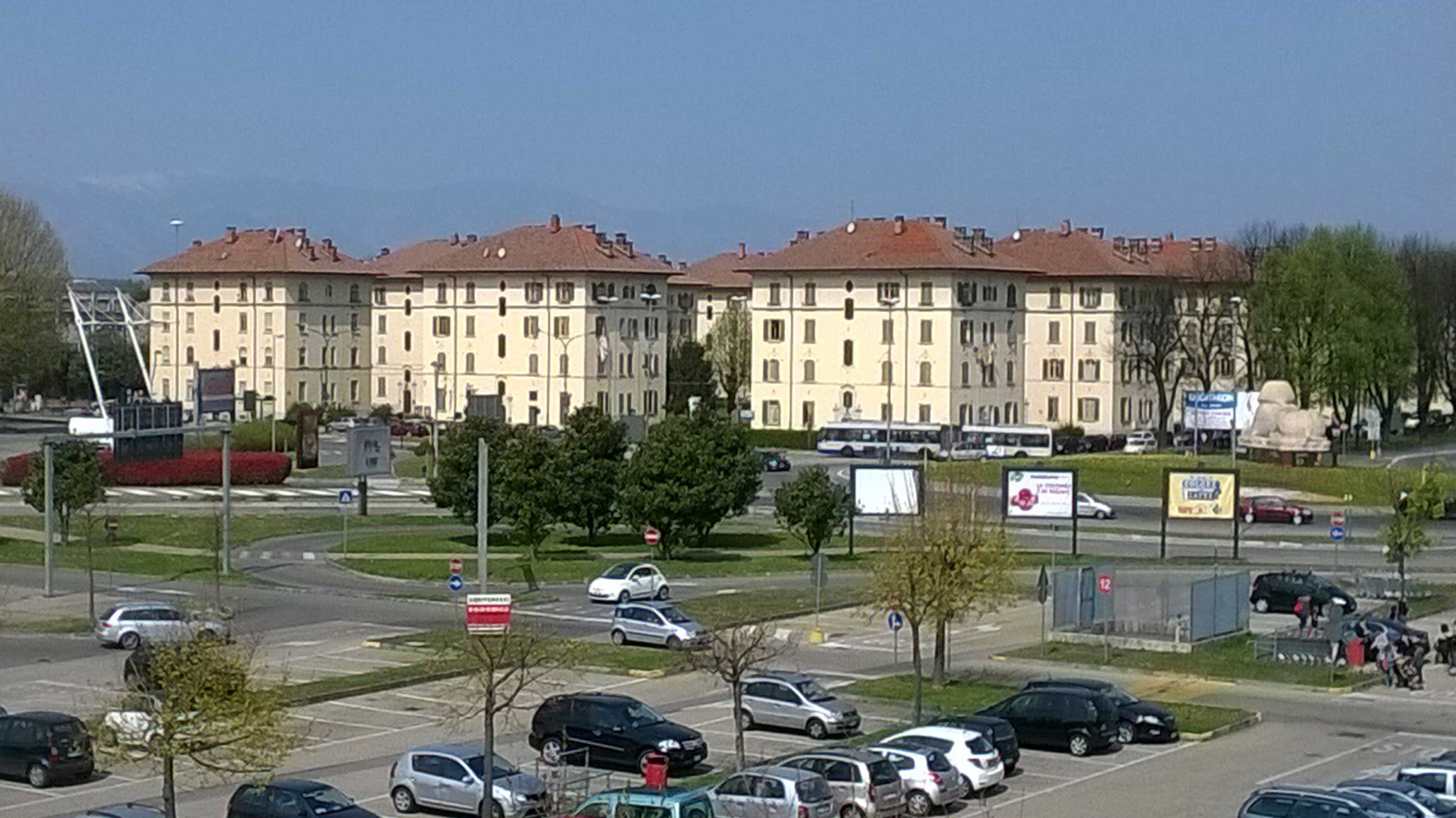
Ex villaggio SNIA, riconvertito nel tempo a dimore popolari

Si tratta di un caratteristico esempio di villaggio operaio risalente alla seconda metà degli anni venti, composto da un complesso di sedici palazzine a schiera di quattro piani ciascuna, intervallate da giardini e spazi verdi comuni. Alcuni dei progetti dell'epoca di Riccardo Gualino per dare dimora ai dipendenti ed alle maestranze della vicina fabbrica SNIA Viscosa dovevano prevedere ulteriori ampliamenti lungo corso Vercelli e corso Giulio Cesare ma, di fatto, questi sviluppi rimasero solo sulla carta
La Torretta dell'Acqua, già citata, è ancor oggi presente nel parcheggio dell'attuale centro commerciale, lungo Corso Romania.
Nel secondo dopoguerra, risanato dai danni subiti a causa dei bombardamenti, l'agglomerato di case sopravvisse alla chiusura della fabbrica SNIA Viscosa (1954), e la proprietà fu rilevata dall'Istituto Autonomo Case Popolari (IACP), oggi noto come Agenzia Territoriale per la Casa (ATC).

### La Rotonda della Sfinge
Rotonda o rotatoria di rappresentanza posta dal 2006 all'incrocio fra corso Giulio Cesare, corso Vercelli, corso Romania e l'autostrada da e per Milano. Al centro della rotonda è fissata una riproduzione - in scala ridotta - della Sfinge di Giza, celebre monumento dell'antico Egitto che simboleggia lo storico Museo Egizio di Torino.

### L'ex Dazio

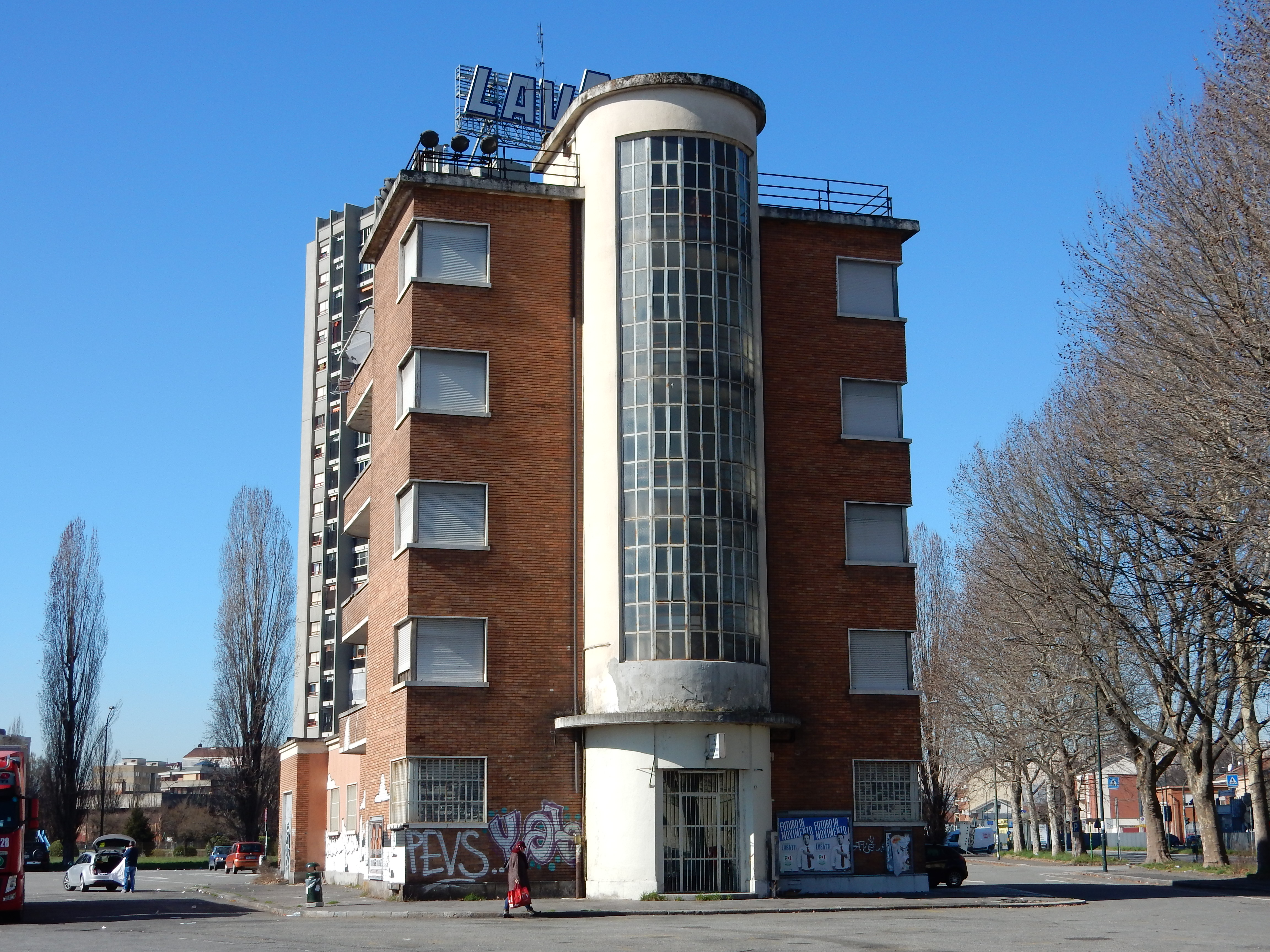
Edificio Ex- Dazio

Esempio significativo di razionalismo italiano, la palazzina del dazio - meglio nota come il Dazio o ex Dazio ai giorni nostri - fu costruita negli anni trenta per ospitare i nuovi uffici delle imposte di consumo, in seguito all'abolizione della cinta daziaria. L'edificio sorge sul piazzale posto a fronte dell'autostrada per Milano (il cosiddetto piazzale del Dazio) e nel corso degli anni ha mutato la sua destinazione d'uso (fino agli inizi del duemila vi era un comando dei vigili urbani) ed è attualmente in attesa di riqualificazione funzionale.

### Le torri "Di Vittorio"
Coppia di torri o grattacieli residenziali realizzata nel 1980 dalla Cooperativa Giuseppe Di Vittorio, facendo uso di tecnologie moderne prese a prestito dall'edilizia pubblica francese. Sorte alle spalle del piazzale del Dazio, le torri Di Vittorio si affacciano direttamente sull'autostrada per Milano e sono di fatto il primo elemento architettonico significativo per chi giunge in città dall'autostrada, per via soprattutto della loro imponente altezza (70 metri scanditi in 21 piani).

## Servizi

### Architetture religiose

Chiesa S. Michele Arcangelo, vista da via Ivrea

A Pietra Alta la parrocchia locale fa capo alla chiesa di San Michele Arcangelo, inaugurata nel 1971 per dar spazio ai fedeli del quartiere che, fino ad allora, si riunivano nella piccola cappella del villaggio SNIA, tuttora esistente e dedicata anch'essa a San Michele. Il complesso parrocchiale, di audace architettura anni settanta, si fregia di un ulteriore titolo alla Madonna del Buon Cammino (per via della sua vicinanza all'autostrada Torino-Milano) ed è dotato di uffici parrocchiali, saloni per riunioni e spazi per la vita di oratorio.
Nell'autunno 2011, inoltre, l'Assemblea Apostolica della Fede in Cristo Gesù ha inaugurato una sua chiesa nel quartiere, per l'esattezza in corso Vercelli: l'istituto, conosciuto come Chiesa apostolica antioca, prende il nome dalla vicina strada dell'Antioca, che un tempo superava la ferrovia e si dirigeva verso la storica cascina Antioca, nel territorio di Falchera.

### Sport
Il quartiere ospita la società River Mosso, polisportiva locale fondata nel 1970 a seguito di una preesistente società di calcio (istituita a sua volta nel 1951): la polisportiva, ad oggi, annovera diverse discipline quali calcio (anche a 5 e a 7), nuoto, pallavolo, pallacanestro, danza e arti marziali; dal 1994, inoltre, la società distribuisce un suo periodico di divulgazione (dal titolo Informa River) e al 1995 risale invece l'ente La Lokomotiva, che si occupa di tutte le attività socioculturali del River Mosso.

### Parchi e verde pubblico

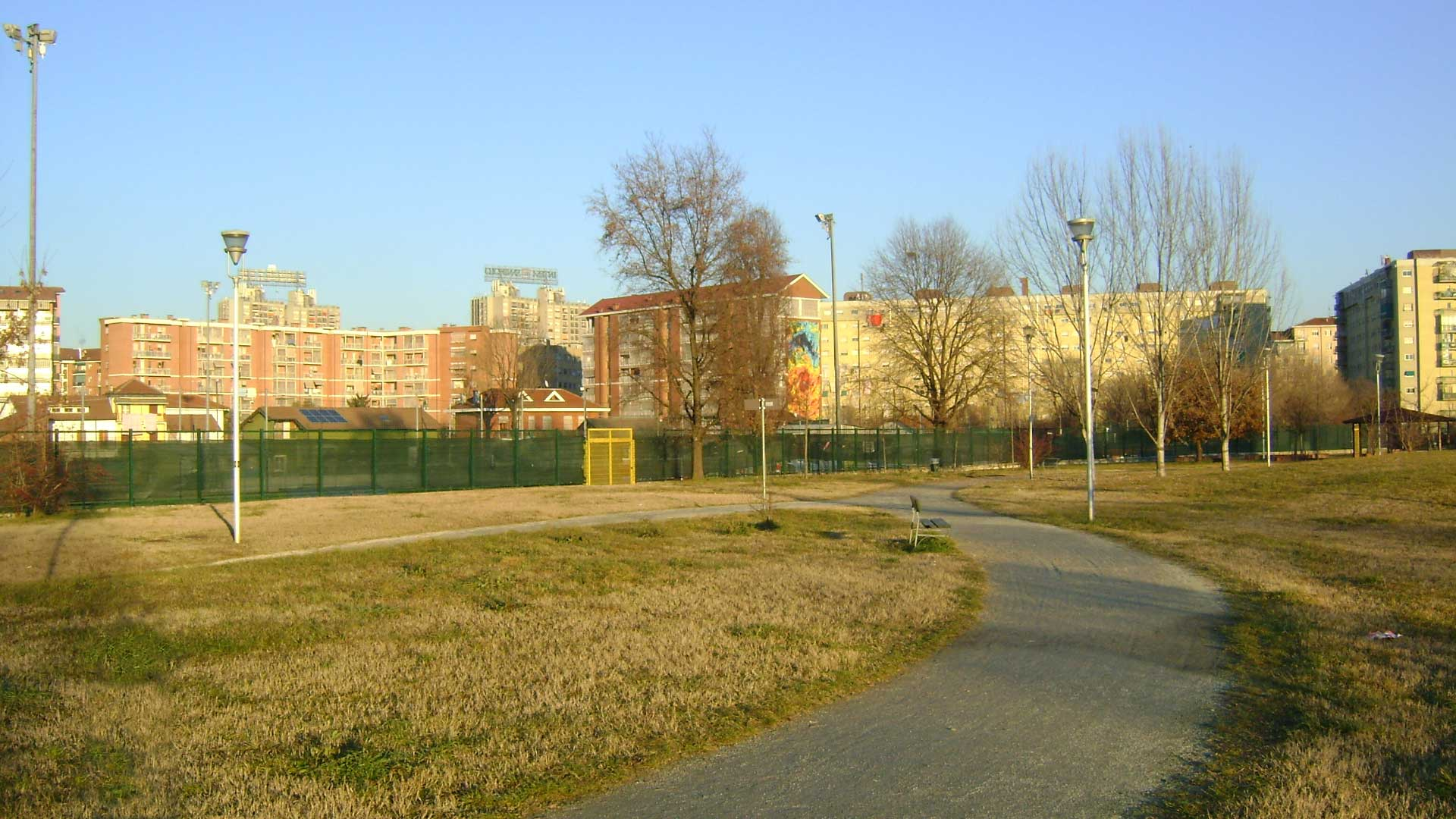
Parco Stura Nord e palazzi di Pietralta

Gli spazi verdi di Pietralta sono dislocati in più punti del quartiere, soprattutto nei suoi tratti più periferici (es. in corso Vercelli al bivio di strada di Cuorgnè o in corso Giulio Cesare nei pressi delle torri Di Vittorio). Polmone verde per eccellenza, tuttavia, è il parco Stura nord, anche noto come parco di Pietra Alta, un parco urbano realizzato nei primi anni duemila sulle sponde dello Stura, in una zona fino ad allora in forte stato di degrado: il progetto di recupero ha permesso una completa riqualificazione dell'area, dotata oggi di percorsi ciclopedonali, aree gioco e aree di sosta (anche al coperto) e contrassegnata al suo ingresso da un suggestivo belvedere, posto sulla sommità di una collinetta sagomata da stradini concentrici.
In data 23 ottobre 2015 il Comune di Torino ha intitolato una porzione di giardino in Via Cavagnolo 12 ai caduti della battaglia di El Alamein, alla presenza delle autorità civili e militari.

## Infrastrutture e trasporti

### Strade principali e piazze
A dispetto delle sue modeste dimensioni, Pietra Alta gode di un buon numero di strade maestre dirette all'interno e all'esterno di Torino, che rendono la zona un vero e proprio crocevia nella periferia nord torinese. Da qui, infatti, nascono corso Giulio Cesare e corso Vercelli, che, sviluppati lungo le direttrici storiche della città, collegano la borgata allo stesso centro di Torino. Sul proseguimento di corso Giulio Cesare si estende poi l'autostrada per Milano, che fa di Pietralta un importante punto di ingresso per chi giunge in città da nord. La strada di Cuorgnè, dal canto suo, accoglie il traffico proveniente dal Canavese, trattandosi infatti di una strada provinciale, e sul modello delle provinciali vi è anche corso Romania, prolungamento di corso Vercelli diretto in primo luogo a Settimo Torinese. Via Ivrea, infine, svolge un ruolo di raccordo fra corso Giulio Cesare e strada di Cuorgnè e, di fatto, costituisce la via principale del quartiere al di fuori dei corsi.
A proposito delle piazze è da segnalare il piazzale del Dazio (anche detto ex piazzale del Dazio), che deve il suo nome alla vecchia palazzina del dazio collocata all'interno di quest'area: di forma triangolare, il piazzale nasce all'incrocio fra corso Giulio Cesare e corso Vercelli, esattamente di fronte all'ingresso dell'autostrada, svolgendo così una funzione di rappresentanza in questo angolo di quartiere.

### Ponti, sottopassi e cavalcavia

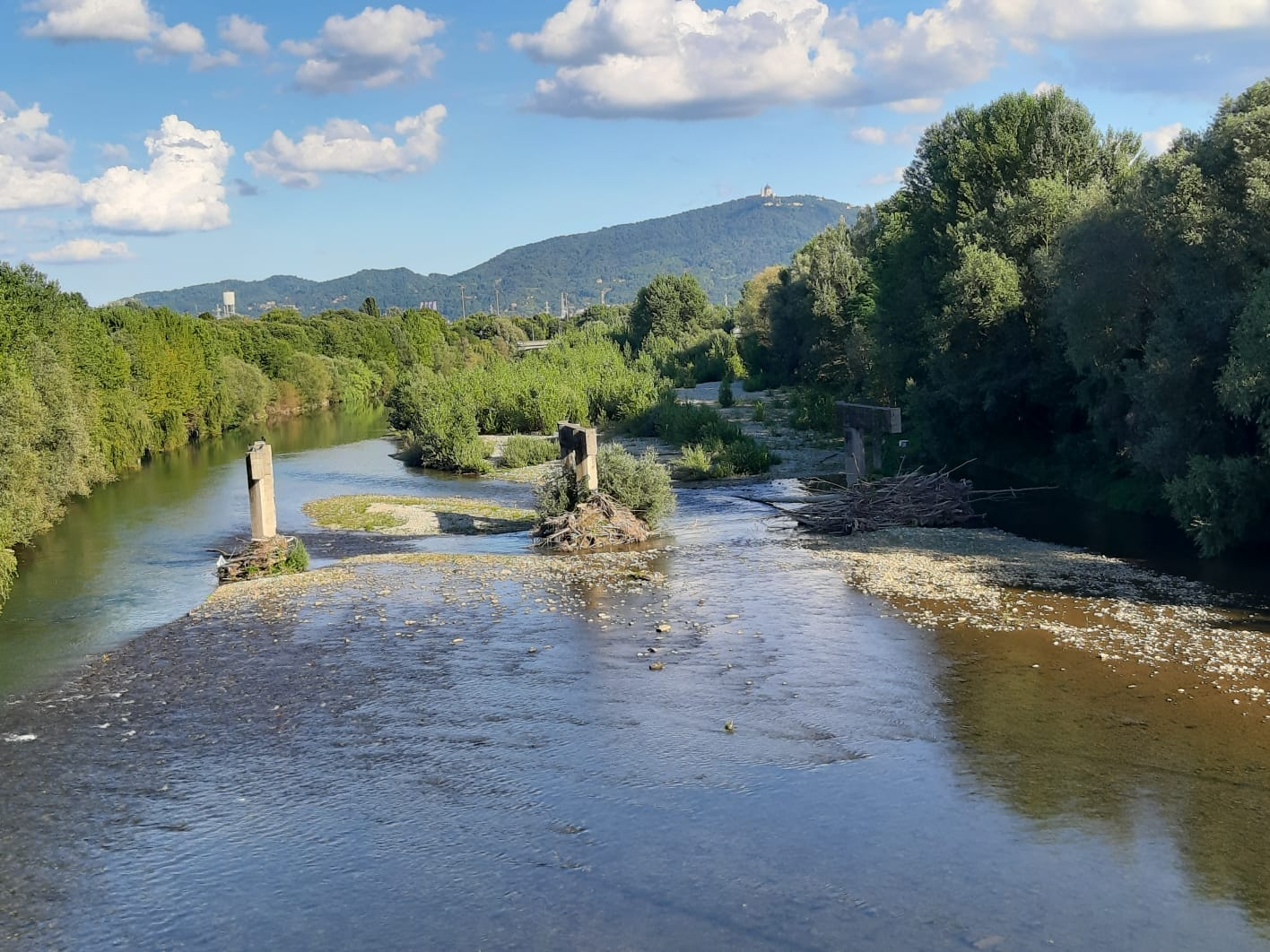
Resti ponte provvisorio Corso Vercelli

La posizione di Pietralta, costretta fra lo Stura e la ferrovia Torino-Milano, rende necessarie delle strutture di attraversamento quali ponti, cavalcavia e sottopassi (un tempo anche passaggi a livello). I due ponti fluviali sono il ponte Ferdinando di Savoia (sull'asse di corso Giulio Cesare) e il ponte Vittorio Emanuele II (sull'asse di corso Vercelli), costruiti in tempi diversi nel corso del Novecento: mentre il primo fu eretto nel 1926 e ampliato nel 1966, il ponte Vittorio Emanuele II risale al 1964 e fu costruito in sostituzione di un vecchio ponte crollato nel 1961; fra il 1961 e il 1964 venne installato un ponte mobile provvisorio (poco più a valle del costruendo ponte Vittorio Emanuele II), una struttura di cui oggi rimangono solo più i piloni di sostegno sul letto dello Stura. Vi sono poi due ponti ferroviari al di sopra del fiume, uno dei quali ormai dismesso da prima dei lavori del passante.
A proposito della ferrovia, il superamento dei binari è consentito per un verso dal cavalcavia di strada di Cuorgnè, ancora oggi il tratto più battuto per chi giunge da nord (es. da Falchera), e in misura minore dal sottopasso di via Germagnano, che collega Pietra Alta alle Basse di Stura. Di diversa natura è il sottopasso tranviario di corso Giulio Cesare, destinato unicamente al passaggio del tram 4 e inaugurato nel febbraio del 2006.
Fino agli inizi del duemila vi era ancora un passaggio a livello nei pressi della stazione Stura, che collegava la zona con il lato sud di Falchera: il rifacimento della stazione, tuttavia, ha cancellato completamente questo vecchio collegamento, rendendo necessaria la costruzione di un ulteriore cavalcavia (pochi metri più a est della nuova stazione Stura), lavoro durato sei anni ed inaugurato ufficialmente dal Sindaco di Torino in data 15 luglio 2020.

### Mezzi pubblici e trasporti ferroviari
Provvista di strade di grande traffico, nonché di un'importante ferrovia, Pietra Alta è una zona ben servita dai mezzi pubblici, siano essi autobus, tram o treni. Il quartiere, infatti, è attraversato da più linee del GTT, su tratta sia urbana che suburbana (es. il tram 4 e gli autobus 46, 50, 51, SE1 e SE2), e il suo ruolo di snodo è confermato dalla presenza del parcheggio Stura (anch'esso del GTT), attestatosi in quest'area nel 2006 come punto di interscambio fra mezzi pubblici e privati, a servizio di chi entra o esce da Torino.
Alle porte del quartiere, lungo il tracciato della ferrovia, vi è poi ancora la stazione di Torino Stura, aperta nel 1926 per rispondere alle necessità della nascente SNIA Viscosa (insediatasi in quest'area negli stessi anni) e sopravvissuta allo stabilimento sino a giungere ai giorni nostri, nonostante un radicale ammodernamento della struttura a seguito dei lavori del passante (la stazione, di fatto, è stata completamente ricostruita e ampliata tra il 2006 e il 2011). La stazione Stura, ad oggi, è attraversata dal moderno servizio ferroviario metropolitano (SFM), che offre un'importante alternativa alla rete metropolitana di Torino.

## Galleria d'immagini

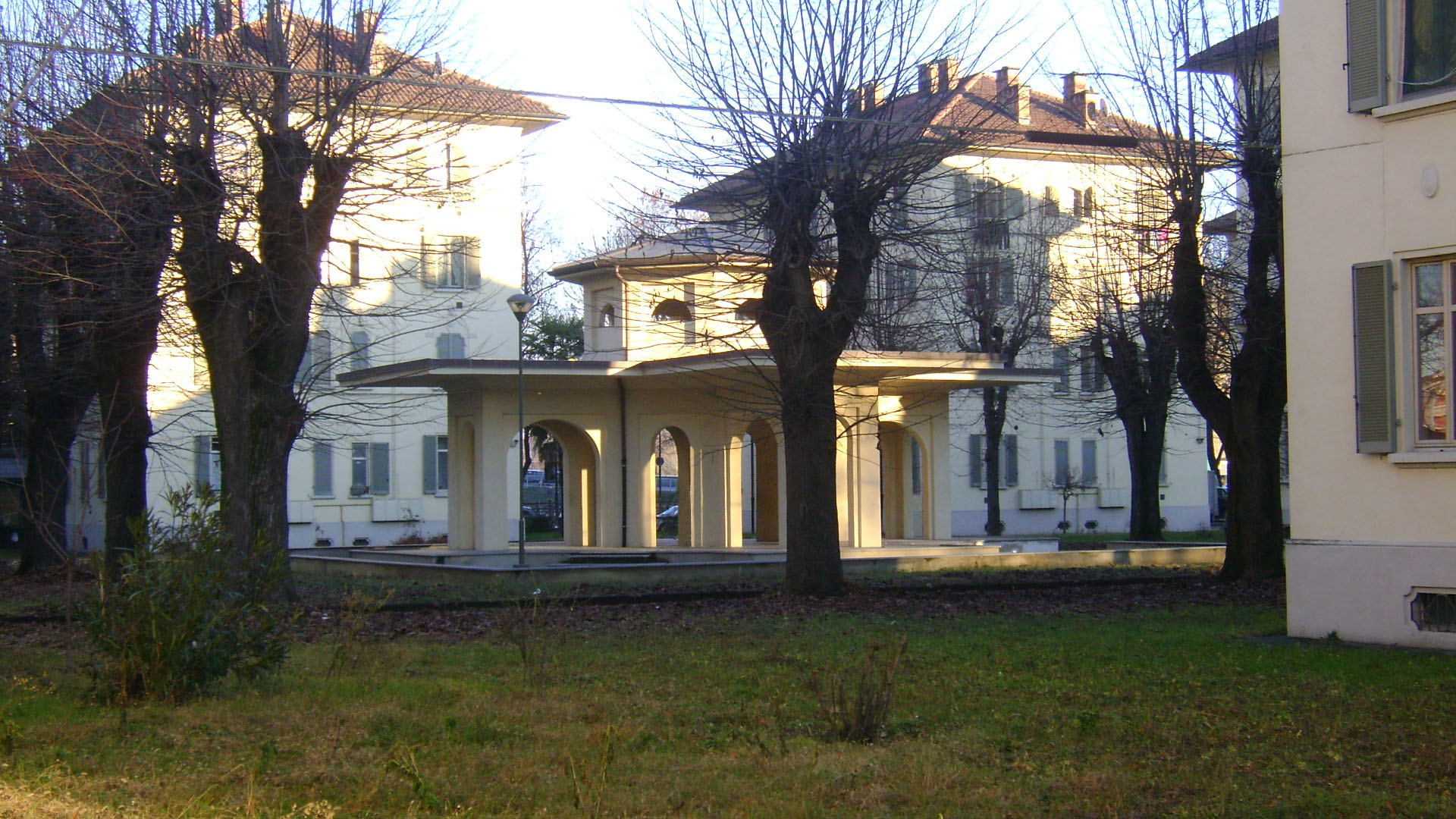
Vecchio lavatoio del villaggio SNIA
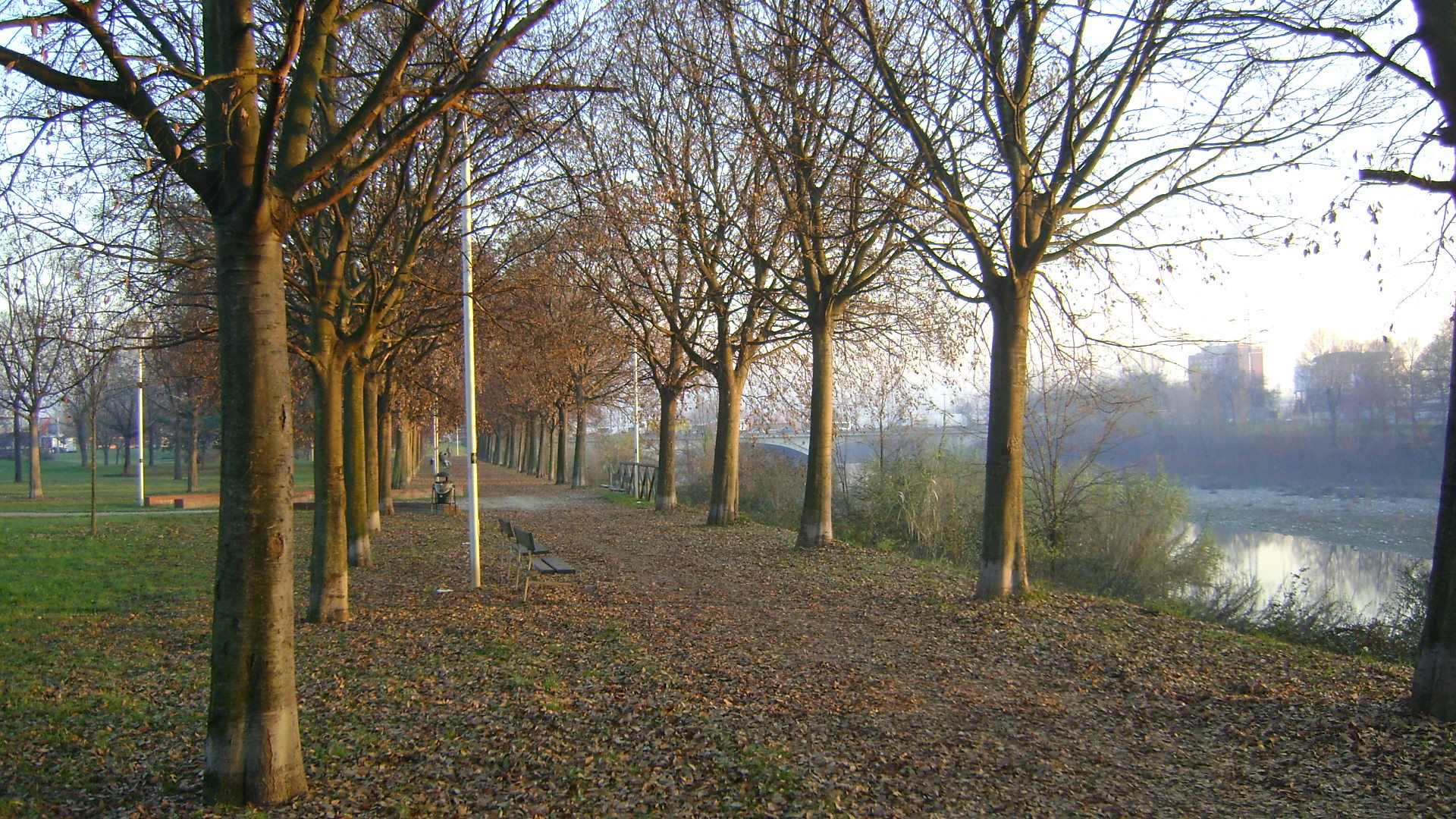
Parco Stura Nord e il sentiero ciclopedonale di Lungo Stura Istria
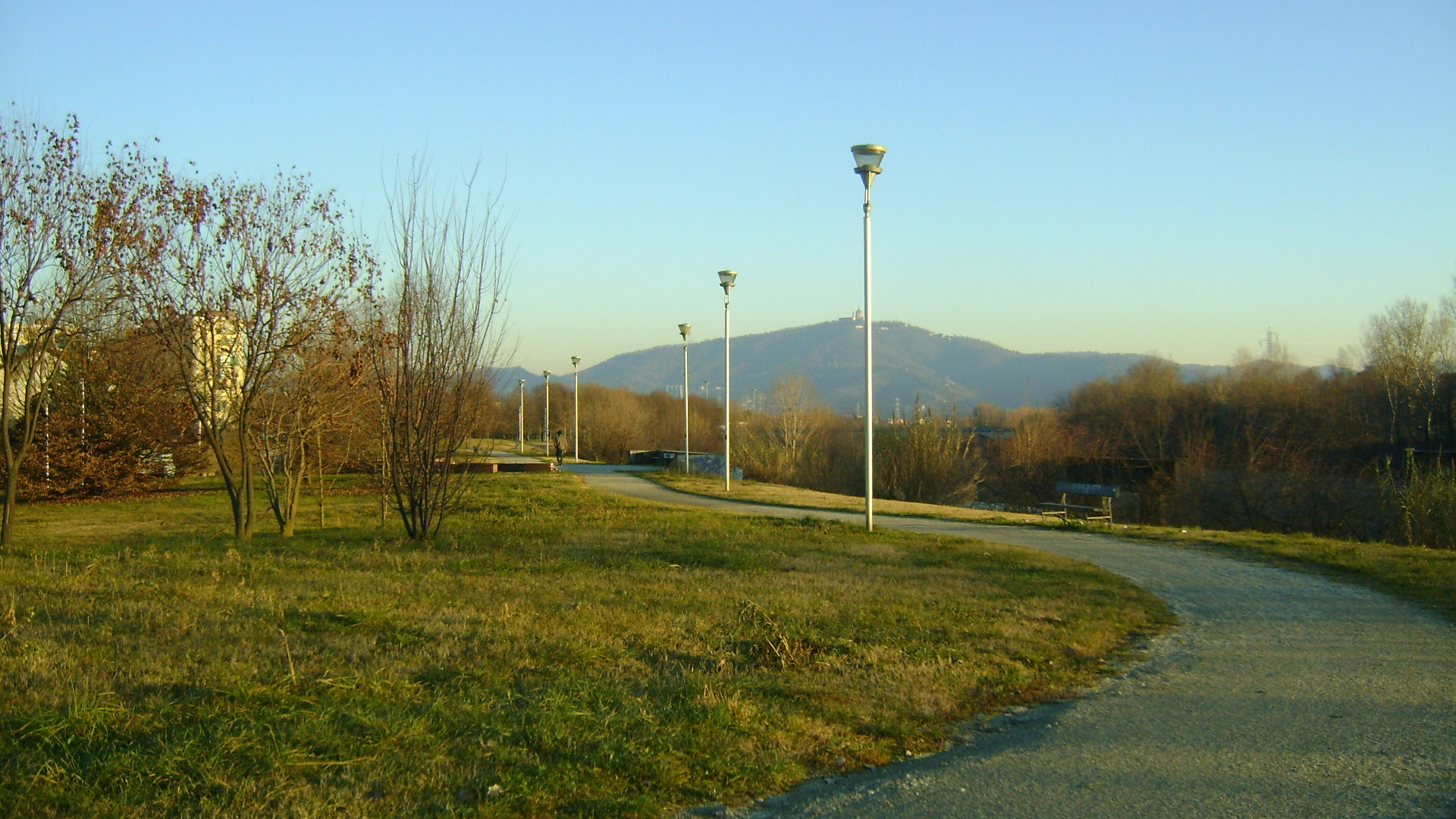
Parco Stura Nord con vista su Superga
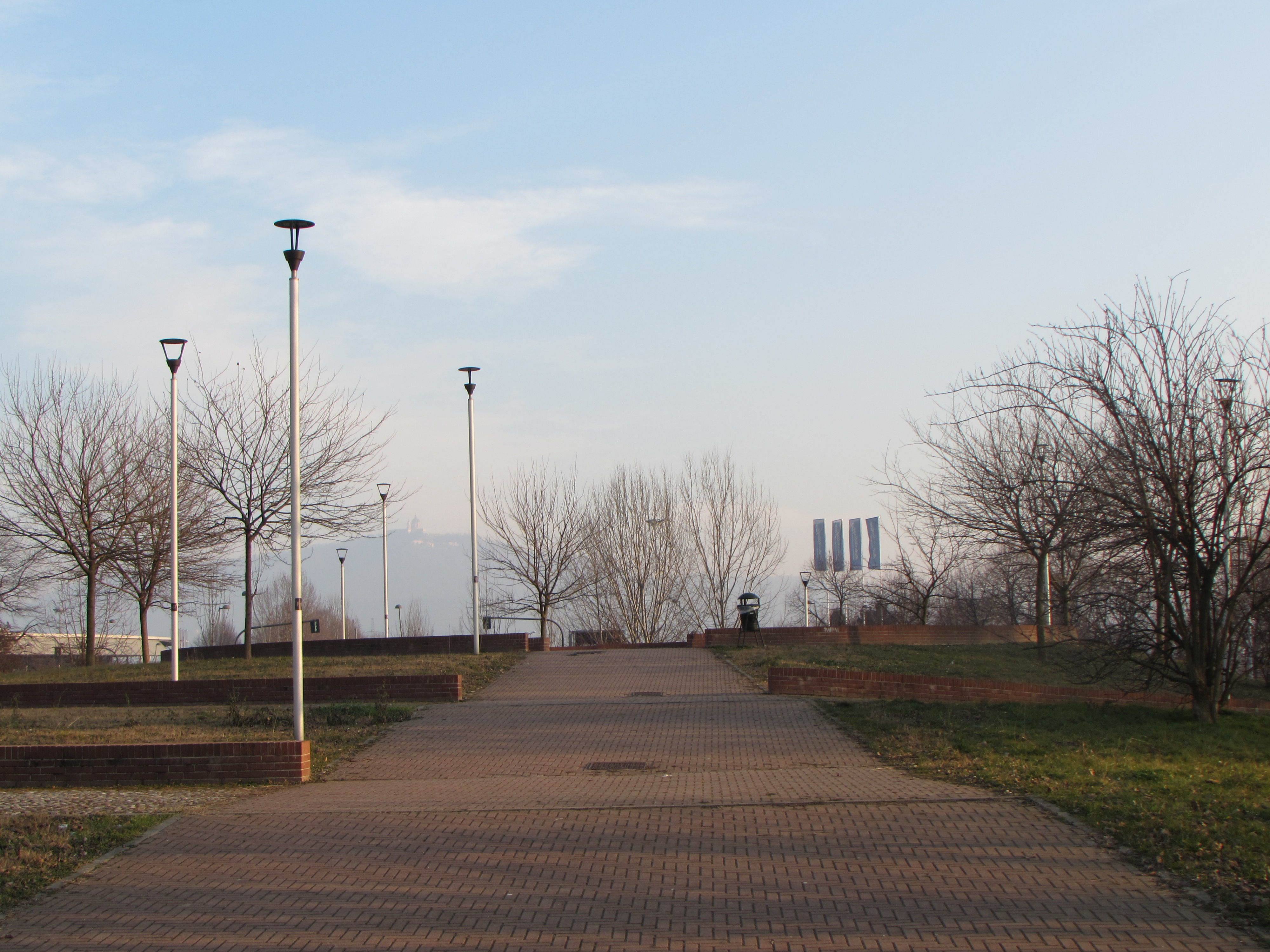
Belvedere Parco Stura Nord